# Championnat du Tadjikistan de football 1999
Navigation
Saison précédente Saison suivante
La saison 1999 du Championnat du Tadjikistan de football est la huitième édition de la première division au Tadjikistan. La compétition regroupe douze clubs au sein d’une poule unique où ils s'affrontent deux fois, à domicile et à l'extérieur. En fin de saison, les deux derniers du classement final sont relégués en deuxième division.
C'est le tenant du titre, le Varzob Douchanbé, qui remporte à nouveau la compétition cette saison après avoir terminé en tête du classement final, avec huit points d'avance sur le Khoja Karimov Gazimalik et onze sur le Ravshan Kulob. C'est le second titre de champion du Tadjikistan de l'histoire du club, qui réussit un nouveau doublé en battant Regar-TadAZ Tursunzoda en finale de la Coupe du Tadjikistan.
Plusieurs événements ont lieu durant l'intersaison. Tout d'abord, le CSKA-Pamir Douchanbé est exclu car il n'a pas réglé les frais d'inscription au championnat. À l'inverse, le club de Ravshan Kulob fait son retour parmi l'élite après une année d'absence.

## Les clubs participants
- FK Khodjent
- Panjsher Kolkhozabad
- Regar-TadAZ Tursunzoda
- Bofanda Douchanbé
- FK Istaravshan - Promu de D2
- Varzob Douchanbé
- Ravshan Kulob
- Khoja Karimov Gazimalik
- Lokomotiv Douchanbé - Promu de D2
- Ranjbar Vose
- Vakhsh Qurghonteppa
- Saddam Sarband

## Compétition
Le barème de points servant à établir le classement se décompose ainsi :
- Victoire : 3 points
- Match nul : 1 point
- Défaite : 0 point

### Classement
| Rang | Équipe                  | Pts | J  | G  | N | P  | Bp | Bc | Diff |
| ---- | ----------------------- | --- | -- | -- | - | -- | -- | -- | ---- |
| 1    | Varzob Douchanbé'T'C    | 57  | 22 | 18 | 3 | 1  | 83 | 9  | +74  |
| 2    | Khoja Karimov Gazimalik | 49  | 22 | 16 | 1 | 5  | 42 | 21 | +21  |
| 3    | Ravshan Kulob           | 46  | 22 | 15 | 1 | 6  | 62 | 36 | +26  |
| 4    | Regar-TadAZ Tursunzoda  | 45  | 22 | 14 | 3 | 5  | 52 | 14 | +38  |
| 5    | Saddam Sarband          | 41  | 22 | 12 | 5 | 5  | 45 | 28 | +17  |
| 6    | FK Khodjent             | 40  | 22 | 13 | 1 | 8  | 60 | 28 | +32  |
| 7    | Bofanda Douchanbé       | 32  | 22 | 10 | 2 | 10 | 43 | 37 | +6   |
| 8    | Panjsher Kolkhozabad    | 26  | 22 | 8  | 2 | 12 | 31 | 44 | -13  |
| 9    | Ranjbar Vose            | 23  | 22 | 7  | 2 | 13 | 17 | 43 | -26  |
| 10   | FK IstaravshanP         | 12  | 22 | 3  | 3 | 16 | 11 | 42 | -31  |
| 11   | Lokomotiv DouchanbéP    | 8   | 22 | 2  | 2 | 18 | 13 | 76 | -63  |
| 12   | Vakhsh Qurghonteppa     | 3   | 22 | 1  | 0 | 21 | 6  | 82 | -76  |

|  | Qualification pour la Coupe d'Asie des clubs champions 2000-2001                            |
|  | Qualification pour la Coupe des Coupes 2000-2001                                            |
|  | Relégation en deuxième division                                                             |
|  | T : Tenant du titre C : Vainqueur de la Coupe du Tadjikistan P : Promu de deuxième division |

## Bilan de la saison
| Championnat du Tadjikistan de football 1999 |                             |
| Champion                                    | Varzob Douchanbé (2e titre) |
| Coupes et trophées                          |                             |
| Vainqueur de la Coupe du Tadjikistan 1999   | Varzob Douchanbé            |
| Qualifications continentales                |                             |
| Coupe d'Asie des clubs champions 2000-2001  | Varzob Douchanbé            |
| Coupe des Coupes 2000-2001                  | Regar-TadAZ Tursunzoda      |
| Promotions et relégations                   |                             |
| Promus en Vysshaya Liga                     | SKA Pamir-Douchanbé         |
| Relégués en Deuxième division               | Lokomotiv Douchanbé         |
| Relégués en Deuxième division               | Vakhsh Qurghonteppa         |